# Enrichissement de l'uranium en France

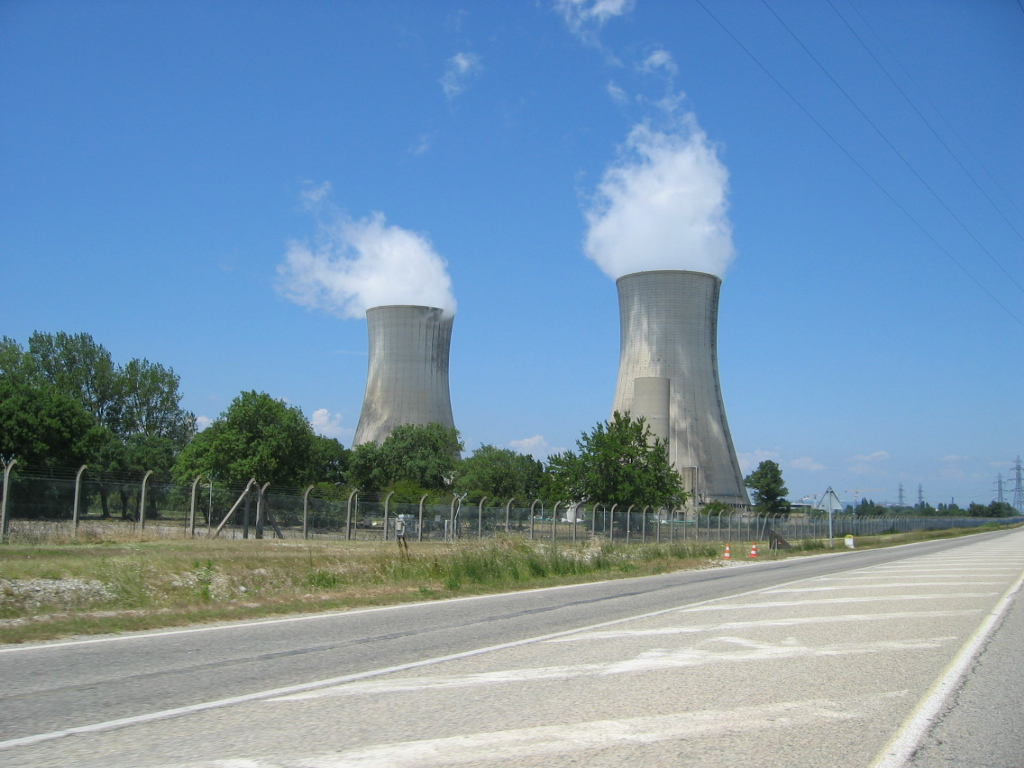
Les deux tours de réfrigération de l'usine d'enrichissement Eurodif.

L’enrichissement de l’uranium est une des étapes du cycle du combustible de l’uranium qui comprend en particulier l'extraction du minerai d'uranium, sa concentration sur le site même de l'extraction (il contient souvent moins de 1 % d'uranium) , la conversion des concentrés d'uranium en hexafluorure d'uranium (UF6), l'enrichissement isotopique de l'UF6, la fabrication du combustible, la production d'électricité pendant quatre ans environ dans le réacteur, le traitement et le recyclage des matières récupérables et enfin le stockage définitif des déchets ultimes. 
En France, trois usines ont été construites pour obtenir de l'uranium enrichi : l'usine d'enrichissement militaire de Pierrelatte, construite en 1958 à des fins militaires et qui a cessé son fonctionnement en 1996, l'usine Eurodif sur le site du Tricastin, inaugurée en 1979 et a fonctionné jusqu'en 2012, puis l'usine Georges-Besse II qui a pris la suite de l'usine Eurodif.

## Historique

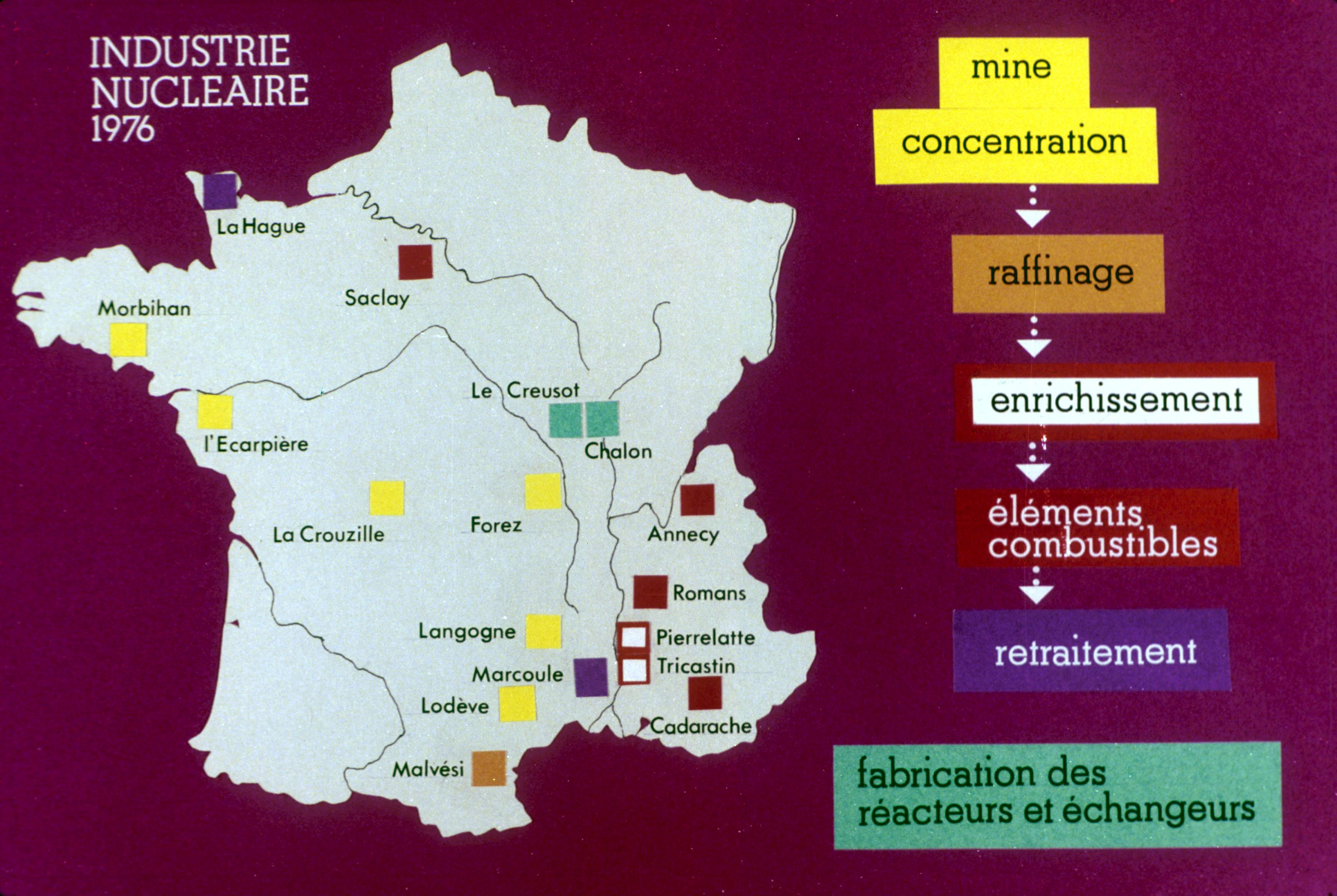
Carte de France de l'industrie nucléaire en 1976 et répartition des cœurs de métier :

- Cogema
- Comurhex
- Comurhex, Eurodif
- SICN, CERCA, CEA
- Cogema
- Framatome

### Enrichissement pour le nucléaire militaire: Pierrelatte (1958 à 1996)
Après la mise en service de la première pile atomique française Zoé en 1948, Félix Gaillard, membre du Gouvernement Pinay (de mars à décembre 1952), propose en juillet 1952 au Parlement, qui l'accepte, le premier plan quinquennal de développement de l'énergie atomique donnant une accélération décisive aux recherches. Il a pour objectif essentiel de trouver un remède pour le déficit énergétique français. Ce plan prévoit la construction de deux réacteurs, complétés plus tard par un troisième. En l’absence d'installations d'enrichissement de l'uranium, la France est conduite à choisir la filière uranium naturel graphite gaz (UNGG). Il s'agit d'un type de réacteurs utilisant l'uranium naturel comme combustible, le graphite comme modérateur de neutrons et le gaz carbonique pour le transport de la chaleur vers les turbines et pour le refroidissement du cœur.
Pour maîtriser l’ensemble du cycle du nucléaire, tant militaire que civil, il convient de pouvoir produire son propre combustible. Compte tenu de son engagement dans la course à la maîtrise de la bombe atomique, la France décide en 1958 de construire une usine d'enrichissement d'uranium à Pierrelatte qui doit permettre de produire de l’uranium enrichi à 90 %. Ce dernier type de combustible est exclusivement réservé à la fabrication de bombes atomiques. Les mises en service vont s'échelonner de 1964 à 1967.
Après le moratoire unilatéral sur les essais nucléaires, décidé en avril 1992, la France, à l’issue d’une ultime campagne d’essais, annonce le 20 janvier 1996 leur arrêt définitif. Par voie de conséquence, elle annonce également l’arrêt définitif de la production de matières fissiles pour les armes nucléaires. Elle est d'ailleurs le premier pays à mettre en œuvre le démantèlement de telles installations. L’usine de Pierrelatte est donc arrêtée en juin 1996. Le programme de démantèlement des installations est immédiatement lancé, avec comme objectifs le démontage et la destruction de tous les procédés d’enrichissement, l’assainissement des locaux et l’évacuation des déchets produits. Il a été terminé en 2008.

### Enrichissement pour le nucléaire civil: Eurodif/Georges-Besse (1977 à 2012)
Fort de l'expérience acquise avec l'usine de Pierrelatte et devant la nécessité de disposer d'une telle installation d'enrichissement pour développer un programme nucléaire autonome, le Président Georges Pompidou propose fin 1969, à La Haye, aux pays européens intéressés de s'associer à des études de faisabilité d'une usine d'enrichissement de taille internationale. Un accord est signé avec les principaux pays européens à Paris, le 25 février 1972, pour former une association qui, sous le nom d'Eurodif, avait pour mission d'étudier « les perspectives économiques liées à la réalisation, en Europe, d'une usine d'enrichissement de l'uranium par le procédé de diffusion gazeuse, compétitive sur le plan mondial ». Font partie de cette association dont la durée de vie n'est statutairement que de deux ans : la France, la Belgique, la Grande-Bretagne, l'Italie, les Pays-Bas et la république fédérale d'Allemagne. En 1972, l'Espagne et la Suède sont admises dans le groupement, mais en 1973 la Grande-Bretagne, les Pays-Bas décident de se retirer du groupement.
Le 22 novembre 1973 le gouvernement français approuve le projet de construction de l'usine d'Eurodif, usine de séparation isotopique atteignant la capacité de 9 millions d'UTS. Sa réalisation est confiée au CEA. Parallèlement le capital de la société Eurodif est porté de 100 000 F à 100 millions pour faire face aux premiers besoins financiers . Georges Besse est nommé Président du directoire de la société Eurodif. Deux sites sont en concurrence : le site français de Tricastin, dans la vallée du Rhône, et celui de Tarquinia en Italie. En février 1974, le site de Tricastin est retenu. Le  coût est évalué à 7,4 milliards de francs 1973, auxquels il convient d'ajouter environ 5 milliards de francs pour la construction de quatre réacteurs nucléaires d'E.D.F. destinées à lui fournir 3 600 MW nécessaires à son fonctionnement. 
Le conflit israélo-arabe et notamment la guerre du Kippour en 1973 ainsi que le premier choc pétrolier qui conduit le prix du pétrole à doubler deux fois en octobre 1973, mettent brutalement en évidence la dépendance énergétique des pays occidentaux et leur fragilité en la matière au moment où le pays connaît une extraordinaire croissance économique . La mise en place d'un important programme électronucléaire est alors engagée sous le nom de "Plan Mesmer". La mise à disposition de l'usine d'enrichissement devient urgente.
Le décret du 8 septembre 1977 autorise finalement la création, par la société Eurodif Production (pour European Gaseous Diffusion Uranium Enrichissement Consortium), d’une usine d'enrichissement de l'uranium par diffusion gazeuse implantée dans le site nucléaire du Tricastin à Pierrelatte. Les Belges, Espagnols et Italiens participent au programme. À la suite de l'assassinat de Georges Besse le 17 novembre 1986 par des terroristes du Groupe « Action directe », l'usine Eurodif est baptisée le 5 mars 1988 « Georges Besse » en sa mémoire.
Sa durée de vie est estimée lors de la construction à 25 ans, ce qui conduit à une fin d'activité en 2003. Des opérations de maintenance et de modernisation des bâtiments ont permis de prolonger cette durée de vie d'au moins une dizaine d'années. Elle est cesse définitevement ses activités 7 juin 2012, supplantée par l'usine Georges-Besse II.

### Relève d'Eurodif: Georges-Besse II
Trois procédés sont en concurrence : la diffusion gazeuse, l'enrichissement par Laser Silva et la centrifugation. Pour des raisons économiques, de fiabilité et de rapidité de mise en œuvre, Areva retient la centrifugation et choisit d'acquérir la technologie auprès de son concurrent européen Urenco. Des accords industriels sont signés le 24 novembre 2003 qui prévoient l'entrée d'Areva à hauteur de 50 % dans le capital de la société ETC (Enrichment Technology Company), filiale d'Urenco qui développe la technologie et fabrique les centrifugeuses, ainsi que le transfert du droit d'utilisation de la technologie et l'achat de centrifugeuses à Areva. Cet accord est conditionné à la signature d'un accord quadripartite intergouvernemental entre la France et les trois pays signataires du Traité d'Almelo (Allemagne, Royaume-Uni et Pays-Bas) et à celui des autorités européennes de la concurrence. La construction sera réalisée à l'intérieur du site existant du
Tricastin, permettent d'éviter tout impact nouveau sur le plan de l'aménagement du territoire ou des infrastructures. Le coût du projet est alors estimé à 3 milliards d'euros et la durée des travaux à une dizaine d'années.
Saisie par Areva en application de la loi du 2 février 1995 qui prévoit la participation des citoyens à l'élaboration des projets de grands équipements, la Commission nationale du débat public décide le 5 mai 2004 que le projet de nouvelle usine d'enrichissement, baptisée Georges-Besse II, doit faire l'objet d'un débat public et il en confie l'organisation à Areva, maître d'ouvrage du projet. Celui-ci est organisé du 1er septembre au 22 octobre 2004 et son bilan est présenté le 9 décembre 2004. Les questions de la population ont porté sur l’opportunité du projet, les aspects économiques et techniques, la sûreté et la sécurité, l’économie locale et l’emploi et enfin la fiscalité locale. Certaines comme les modalités de démantèlement des bâtiments et des équipements, le sort des tours aéroréfrigérantes, l’avenir des installations de Georges-Besse (dont la «ferme aux crocodiles») utilisant l’eau chaude produite, n'ont eu que des réponses provisoires renvoyant à des décisions ultérieures.
L'accord quadripartite entre le gouvernement français et les gouvernements néerlandais, allemand et britannique est signé à Cardiff le 8 juillet 2005. Le projet de loi autorisant la ratification de cet accord est examiné au sénat le 8 novembre 2005 puis signé.
L'impact environnemental de Georges-Besse II est plus faible que celui de l'usine Georges-Besse, en raison de la nature du procédé de centrifugation. Il n'y a d'abord pas de prélèvement d'eau en surface pour son refroidissement alors que Georges-Besse nécessitait de prélever annuellement 20 000 000 m3. L'impact  sur les ressources naturelles est limité, la nouvelle usine nécessitant considérablement moins d'énergie électrique pour son alimentation (50 MW) que la première usine (environ 2500 MW), enfin l'intégration dans le paysage et l'environnement immédiat est facile, du fait des caractéristiques moindres des bâtiments.

### Extension de l'usine du Tricastin (2023-2028)
Le 19 octobre 2023, le conseil d'administration d'Orano valide le projet d'extension de l'usine d'enrichissement d'uranium du Tricastin. Les capacités de production du site seront augmentées de 30 % d'ici à 2028 pour un coût d'investissement estimé à 1,7 milliard d'euros. La part d'Orano dans le marché mondial de l'enrichissement est estimée à 12 %, contre 45 % pour le russe Rosatom, 31 % pour l'entreprise anglo-germano-néerlandaise Urenco et 12 % pour le chinois CNNC. L'objectif d'Orano est de contribuer à la baisse des importations russes des États-Unis à 15 % d'ici à 2028 contre 25,5 % en 2022.

## Techniques d'enrichissement

### La diffusion gazeuse
Ce procédé utilisé par la France pour les usines de Pierrelatte et Eurodif est basé sur la différence de masse, très faible, existant entre les molécules d’hexafluorure d'uranium 235 (de masse 349) , plus légères que celles d’hexafluorure d'uranium 238 (de masse 352). En les faisant filtrer à travers des membranes adaptées, on arrive en multipliant suffisamment le nombre de cycles à obtenir de l’uranium enrichi.
Cette technique est toutefois très consommatrice en énergie : environ 2 500 kWh sont nécessaires par unité de travail de séparation (UTS) (5 UTS étant requises pour produire un kilogramme d'uranium enrichi à 3,7 % à partir de 8 kg d'uranium naturel). Ainsi pour faire fonctionner l'usine Georges Besse (Eurodif) à sa pleine capacité de production de 10,8 millions d'UTS par an, il convient de mobiliser trois des quatre réacteurs EDF de 900 Mwe situés sur le site du Tricastin.

### L'enrichissement par laser
Cette technique, dénommée en France SILVA, pour "Séparation isotopique par laser sur vapeur atomique de l’uranium", consiste à exciter avec un rayonnement laser les atomes 235U au sein d'une vapeur d'uranium métallique à très haute température, afin de les séparer ensuite par un champ électrique.  Elle a été étudiée par le Commissariat à l'énergie atomique et 200 kilogrammes d'uranium enrichi à teneur isotopique significative ont été produits en novembre 2003, avec environ une tonne d'Uranium appauvri obtenue parallèlement.  Très peu consommatrice d'énergie et rapide puisque  l'enrichissement isotopique se fait pratiquement en un seul passage alors que les autres procédés nécessitent une succession de passages en cascade, cette technique n'est pas encore mature pour le stade industriel.

### La centrifugation
Ce procédé consiste à utiliser des centrifugeuses tournant à très grande vitesse. Les molécules les plus lourdes (238UF6) se retrouvent projetées à la périphérie, alors que les plus légères (235UF6) migrent vers le milieu de la centrifugeuse. Comme pour la diffusion gazeuse, le traitement doit être appliqué de nombreuses fois pour obtenir un enrichissement suffisant. Les centrifugeuses sont donc montées en cascades, le gaz passant de l'une à la suivante en augmentant progressivement sa teneur. 
Ce procédé, très ancien puisqu'il date de l'après-guerre, présente l'avantage de consommer beaucoup moins d'électricité que la diffusion gazeuse, utilisée dans l'usine d'Eurodif. Elle a été mise en œuvre en Europe par la société Urenco pour le compte des pays qui s'étaient retirés d'Eurodif : l'Allemagne (usine de Gronau), la Grande-Bretagne (usine de Capenhurst), les Pays-Bas (usine d'Almelo). Il a été retenue pour la nouvelle usine Georges Besse II.